# Leptogenys roberti
Leptogenys roberti é uma espécie de formiga do gênero Leptogenys, pertencente à subfamília Ponerinae.